# 天龍座BY型變星
天龍座BY型變星通常屬於晚期的K或M型主序星變星。
這個名稱來自這種變星的原型：天龍座BY。由於表面的星斑和恆星的自轉，和色球層上的其它活動，使它們展現出光度上的變化。天龍座BY型變星的亮度波動一般小於0.5視星等，光變曲線週期接近恆星的平均自轉週期，被稱為準週期性。在週期內的光變曲線是不規則的，並且從一個週期到下一個週期，在形狀上略有變化。對天龍座BY，週期大約是一個月，而形狀保持相似。
鄰近的K和M型的天龍座BY型變星包括巴納德星、卡普坦星、天鵝座61、羅斯248、拉卡伊8760、拉蘭德21185和魯坦726-8。羅斯248 是被發現的第一顆天龍座BY型變星，傑拉爾德寇倫在1950年辨識出它的變異。天龍座BY本身的變異在1966年才被發現，Sugainov在1973-1976年間對它進行了詳細的研究。
比太陽明亮的南河三，光譜類型為F5 IV/V，也被宣稱是天龍座BY型變星。南河三有兩點異於平常：它正在移出主序星進入次巨星階段；它的核融合反應介於PP燃燒和CNO燃燒，這意味著它的中間有對流層和非對流層。而任何一個理由都可以大於正常的星斑。
有些天龍座BY型變星會出現閃光，而成為另一型變星：鯨魚座UV型變星。同樣的，天龍座BY型變星的光譜（特別是H和K線）類似於獵犬座RS型變星，這是另一種有著活躍色球層活動的變星

## 進階讀物
- Samus N.N., Durlevich O.V., et al. Combined General Catalog of Variable Stars (GCVS4.2, 2004 Ed.)
- Schaaf, Fred, The Brightest Stars, Wiley, 2008